# Джакомо Казанова
Джако́мо Джірола́мо Казано́ва  (італ. Giacomo Girolamo Casanova) кавалер де Сенгаль — дворянський титул, вигаданий самим Казановою (2 квітня 1725, Венеція — 4 червня 1798, Духцов, Чехія) — відомий італійський авантюрист, мандрівник і письменник. Його часто називають неправильним ім'ям Джованні Джакомо.

## Біографія

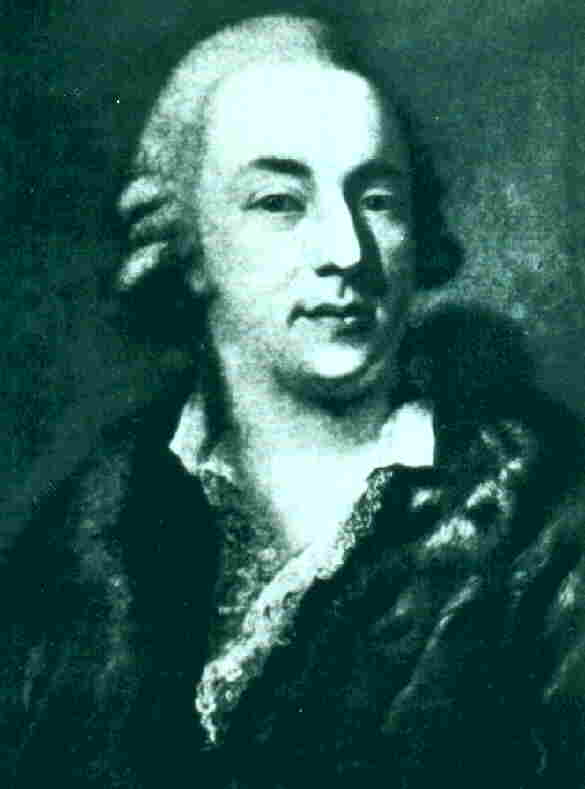
Тридцятирічний Казанова

Джакомо Казанова народився в Венеції, в родині актора Гаетано Джузеппе Казанови та Дзанетті Фаруссі як найстарший з шести дітей. Два його брати, Франческо і Джованні Батіста, були досить відомими художниками: перший був членом академії в Парижі, а другий очолював академію в Дрездені.
Батько помер, коли Джакомо було вісім років. По смерті чоловіка мати Казанови багато часу проводила за кордоном, тому Джакомо опікувалася його бабуся. Він був хворобливою дитиною й навіть вважався розумово відсталим. Пробудження його інтелектуального потенціалу відбулося лише у віці восьми років. На дев'ятому році життя Казанову направили в школу лікаря Гоццієго в Падуї.
В 1738-1742 роках він навчався в університеті Падуї. Після студій права Казанова хотів прийняти духовний сан, але заплутався в любовних пригодах і був виключений з семінарії. Побувавши в Неаполі, Римі, Константинополі, Парижі, він повернувся до Венеції. Після повернення в рідне місто в 1745 року він заробляв на життя грою на скрипці в театрі Сан-Самуель. Після однієї з вистав, врятував життя сенатора Брагадино Маттео, який переніс серцевий напад. Сенатор, у захваті від його знань кабали, почав ставитися до нього як до сина, що дозволило Казанові вести богемне життя. Проте за обман і богохульство в 1755 році він потрапив до в'язниці.

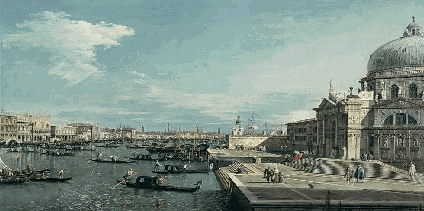
Венеція за часів Казанови

Ще в 1750 році в Ліоні Казанова вступив до масонів. Як член масонської ложі пізніше зустрічався з багатьма видатними діячами у всій Європі.
У 1756 році втік до Парижа, де досяг певного визнання через свої знання магії та завдяки різним спекуляціям. Водночас Казанова ґрунтовно вивчав тамтешнє суспільне й приватне життя. Після нових мандрів Європою він прибув до Берліна, де мав аудієнцію у Фридріха Великого, цікаво описану в його мемуарах. В 1764–1765 роках перебував у Росії, зустрічався в Санкт-Петербурзі з Катериною II. Потім жив мандрівним життям у Австрії, Німеччині, Франції, Іспанії, Італії, скрізь переживаючи безліч пригод. Серед його знайомих були Вольтер, Гете та Моцарт.

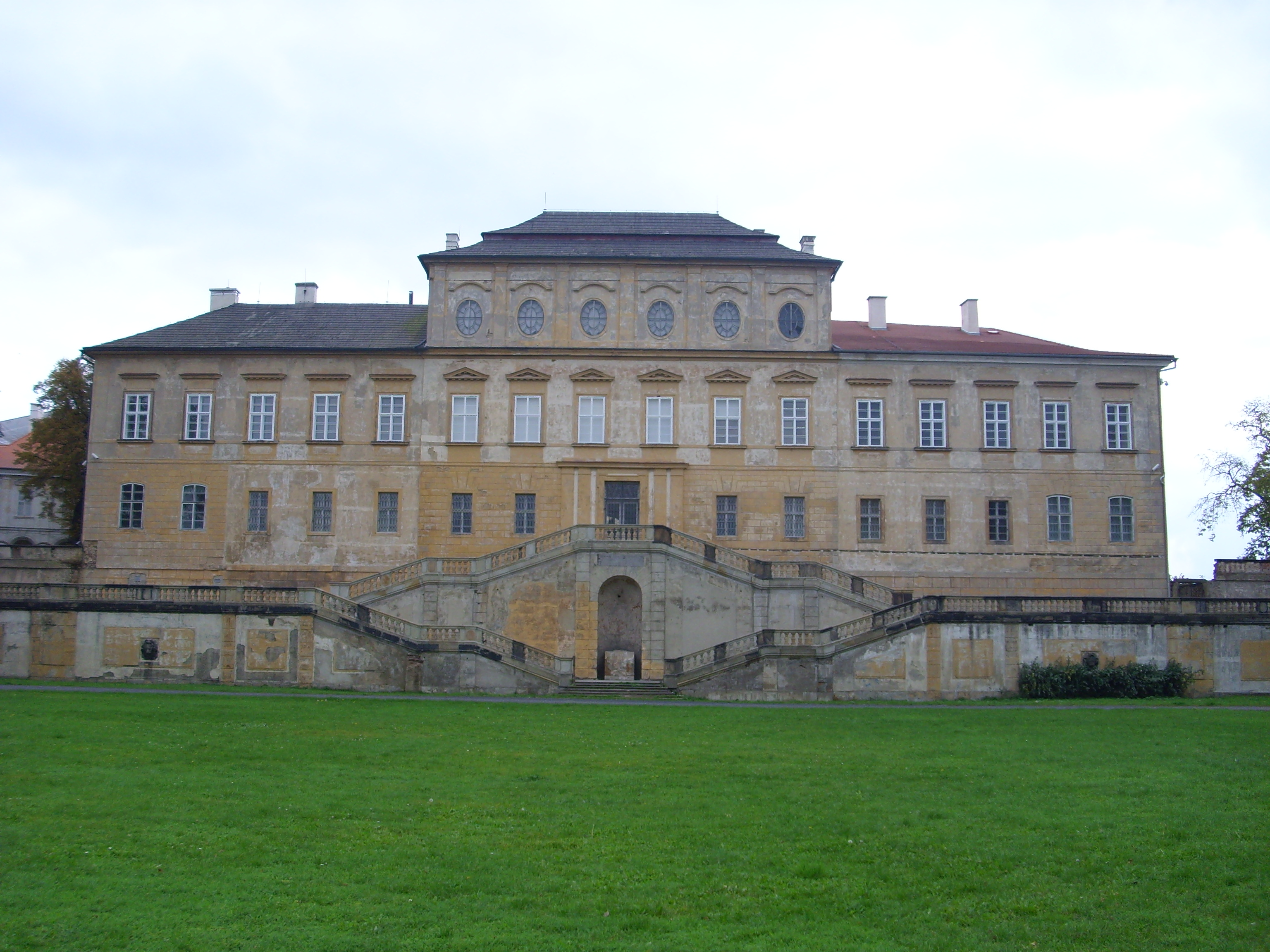
Замок в Богемії, де з 1785 року мешкав Казанова

Отримавши дозвіл повернутися до Венеції, він став у 1775 році таємним агентом інквізиційного трибуналу внутрішньої служби в місті Венеція, але через написаний ним алегоричний роман, у якому був ображений дворянин Грімальді, був змушений у 1782 році знову залишити Венецію і оселився в Чехії, в замку графа Вальдштейна. В цьому замку Казанова працював бібліотекарем, і разом з графом займався кабалістикою та алхімією. Саме тут у семидесятирічному віці він взявся за свої мемуари, довівши їх до 1744 року

### Казанова в Україні

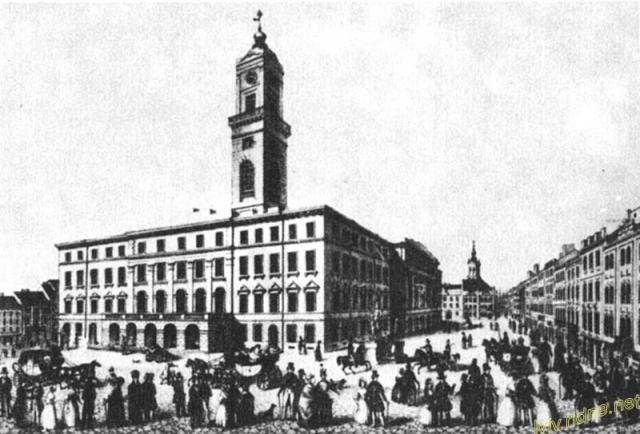
Львів на час відвідання Казанови

За час свого мандрівного життя Казанова побував у багатьох країнах Європи, був він і на теренах України. Так у восьмому розділі сьомої книги мемуарів, що називається «Дуель з Браницьким. Поїздка до Львова та повернення до Варшави…» Казанова пише про своє перебування на Поділлі, Покутті та Волині. Окрім того, згадує про побут у Львові (Leopolis, Lemberg) та Кристинополі (сьогодні — місто Шептицький, Львівської області). На теренах України Казанова запізнався з чільними представниками тодішніх еліт, зокрема з родиною Потоцьких, князем Чорторийським, кастеляншею Снятинською (в якої він зупинився, перебуваючи у Львові).
З мемуарів Казанови: «В Леополі, що вони називають Лембергом, я зупинився в заїзді; довелось однак залишити його щоб поселитись в домі славної каштелянової Каменецької — великої супротивниці Браніцького, короля і цілої його партії. У неї був великий маєток, але конфедерати зруйнували його дощенту. Я гостював в неї тиждень, і не можна сказати, щоб до обопільної приємності, оскільки вона розмовляла лише польською та німецькою.»

## Творчість

### Мемуари

Перша сторінка рукопису Казанови «Історія мого життя»

Під впливом «Сповіді» Руссо в 1789 році Казанова почав писати французькою мемуари під заголовком «Мемуари Казанови де Сенгаль, написані ним самим» (Mémoires de J. Casanova de Seingalt, écrits par lui-même) в 10 томах. У деяких виданнях вживається назва «Історія мого життя» («Histoire de ma vie»). Французьку мову Казанова обрав з суто прагматичних причин, оскільки, за його словами, ця мова вживається значно ширше, ніж його рідна італійська. Ці мемуари принесли йому посмертну славу й зробили класиком французької літератури, хоча історія публікації твору така сама карколомна, як і авантюрне життя автора. Після смерті Казанови рукопис мав залишитися в графа Вальдштайна. Та оскільки під час похорону Казанови граф був у від'їзді, рукопис привласнив чоловік небоги Казанови Карло Анджоліні, що проживав у Дрездені. У 1821 році син Карла Анджоліні терміново шукав гроші й продав рукопис Фрідриху Арнольду Брокгаузу, засновникові знаменитого видавництва «Брокгауз». Брокгауз не наважився публікувати твір таким, як він був і попросив відредагувати й перекласти на німецьку Вільгельма фон Шюца. Так в 1822-1828 роках було видано скорочений переклад мемуарів німецькою мовою в Лейпцигу. Успіх мемуарів був величезний. Спритний французький видавець Турнашон-Молен з Парижа переклав опублікований твір назад на французьку й видав його в 1825-1828 роках. Тоді син Брокгауза Генріх вирішив опублікувати оригінальний французький текст й звернувся за допомогою до філолога Жана Лафорга, що викладав французьку в Дрездені. Лафорг в передмові стверджував, що мав виправити багато помилок, латинізмів та італіянізмів. Окрім того Лафорг викинув усі «грубі» слова, всі гомосексуальні сцени, але при цьому розширив інші еротичні епізоди й навіть деякі дописав. Десять томів він розбив на дванадцять, які сам розбив на розділи. У 1826-1838 роках вийшло французьке видання в обробці Жана Лафорга, перші чотири томи вийшли в Німеччині, решта у Франції й Бельгії. Мемуари Казанови були заборонені католицькою церквою й входили до Index Librorum Prohibitorum. Аж до початку 60-х років минулого століття мемуари публікувалися в редакції Лафорга. Повне оригінальне видання «Мемуарів» з'явилося лише в 1961 році у видавництві «Брокгауз», яке до 2010 року володіло оригіналом рукопису Казанови, зберігаючи його у спеціальному сейфі. 18 лютого 2010 року Національна бібліотека Франції придбала цей рукопис за 7 млн євро. У електронній бібліотеці Національної бібліотеки Франції «Ґалліка» з 22 березня 2010 року представлені перші розділи оцифрованого оригіналу.

### Інші твори
Казанова є автором низки літературних творів — комедії «Молюккеіда» («La Moluccheide», 1753), тритомної «Історії смути в Польщі» («Istoria delle turbolenze della Polonia», 1774 -1775), п'ятитомного фантастично-утопічного роману «Ікозамерон» («Icosameron», 1788) та інших творів, а також перекладів, в тому числі «Іліади» Гомера (1775-1778 роки).

## Казанова в культурі

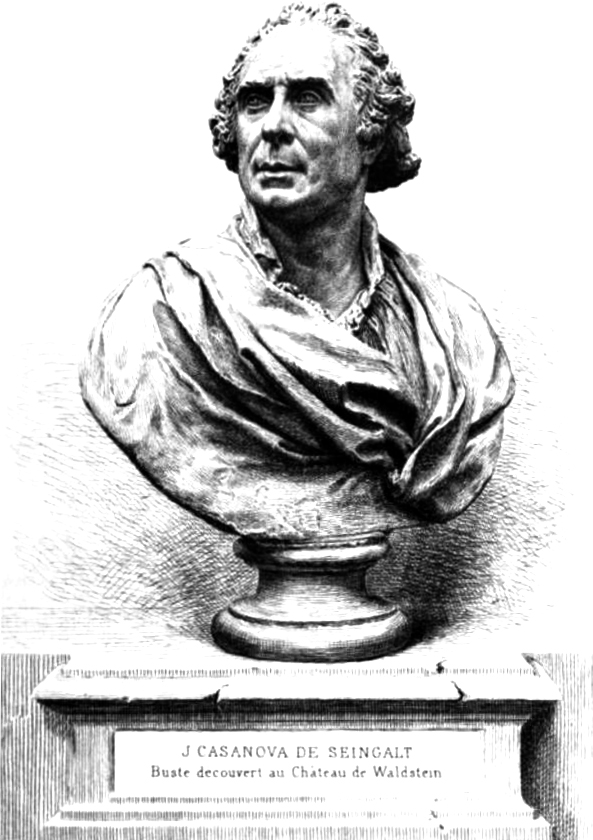
Погруддя Джакомо Казанови

Популярне уявлення про Казанову перш за все асоціюється з його любовними пригодами, його ім'я, яке стало загальним, стоїть в одному ряду з такими літературними персонажами, як Дон Жуан або «сучасники» Казанови Ловелас та Фоблаз . Завдяки величезному успіхові «Історії мого життя», що зумовлений поєднанням панорами найширших верств європейського суспільства з великою кількістю пригод та любовних авантюр, постать Казанови перетворилася на одну з легенд світової культури.
Йому присвятили романи (Річард Олдінгтон), п'єси (Артур Шніцлер, М. Цвєтаєва), численні есе Стефан Цвейг, Р. Вайян, Ф. Марсо). Казанова — герой опери Йоганна Штрауса-молодшого, фільму «Казанова» Федеріко Фелліні та декількох англомовних телесеріалів.

### Фільми про Казанову
- 1918 — Угорщина — «Casanova» (німий фільм)
- 1927 — Франція — «Casanova» (німий фільм)
- 1928 — Німеччина — «Casanova» (німий фільм)
- 1934 — Франція — «Casanova»
- 1947 — Франція — «Les Aventures de Casanova»
- 1971 — Велика Британія — «Casanova» (шестисерійний телефільм)
- 1976 — Німеччина/Італія/Австрія — «Casanova und Co.» (Художній фільм з Tony Curtis)
- 1976 — Італія — «Il Casanova di Federico Fellini» Федеріко Фелліні
- 1981 — НДР — «Casanova auf Schloss Dux» (телефільм)
- 1987 — Велика Британія — «Casanova» (телефільм)
- 1992 — Франція — «Casanovas Rückkehr» (Художній фільм з Аленом Делоном)
- 2001 — Німеччина — «Casanova — ich liebe alle Frauen» (дві частини)
- 2002 — Велика Британія — «Casanova» (телефільм)
- 2003 — Німеччина — Giacomo Casanova. Художній фільм, режисер Річард Бланк
- 2004 — Німеччина — «Casanova» (телефільм)
- 2005 — Велика Британія — «Casanova» (трисерійний телефільм)
- 2005 — США — «Casanova»

## Твори

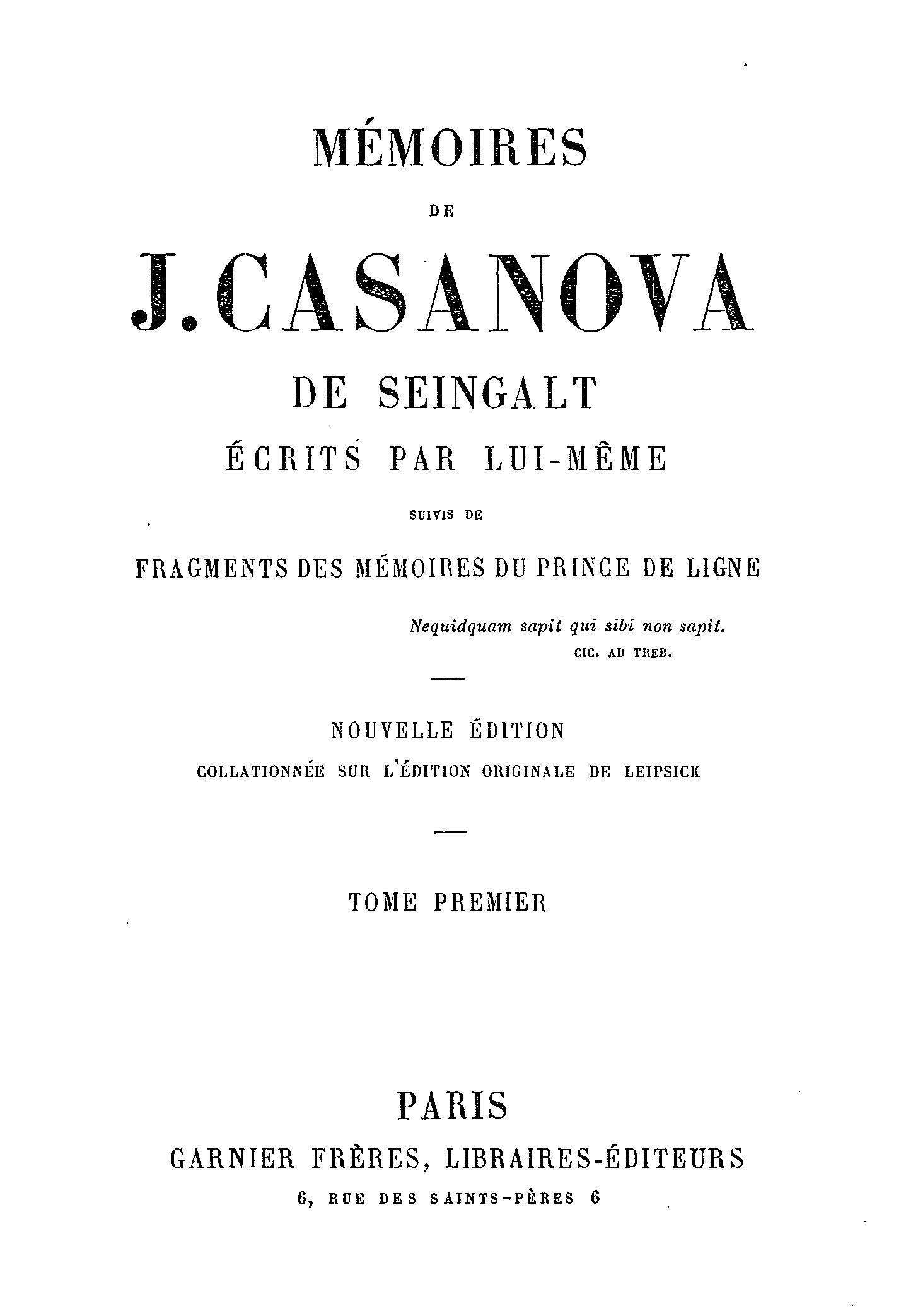
Французьке видання мемуарів Казанови

- 1752 — Zoroastro, tragedia tradotta dal Francese, da rappresentarsi nel Regio Elettoral Teatro di Dresda, dalla compagnia de' comici italiani in attuale servizio di Sua Maestà nel carnevale dell'anno MDCCLII. Dresda.
- 1753 — La Moluccheide, o sia i gemelli rivali. Dresda
- 1769 — Confutazione della Storia del Governo Veneto d'Amelot de la Houssaie, Amsterdam (Lugano).
- 1772 — Lana caprina. Epistola di un licantropo. Bologna.
- 1774 — Istoria delle turbolenze della Polonia. Gorizia.
- 1775 — Dell'Iliade di Omero tradotta in ottava rima. Venezia.
- 1779 — Scrutinio del libro «Eloges de M. de Voltaire par différents auteurs». Venezia.
- 1780 — Opuscoli miscellanei — Il duello — Lettere della nobil donna Silvia Belegno alla nobildonzella Laura Gussoni. Venezia.
- 1781 — Le messager de Thalie. Venezia.
- 1782 — Di aneddoti viniziani militari ed amorosi del secolo decimoquarto sotto i dogadi di Giovanni Gradenigo e di Giovanni Dolfin. Venezia.
- 1782 — Né amori né donne ovvero la stalla ripulita. Venezia.
- 1786 — Soliloque d'un penseur, Prague chez Jean Ferdinande noble de Shonfeld imprimeur et libraire.
- 1787 — Histoire de ma fuite des prisons de la République de Venise qu'on appelle les Plombs. Écrite a Dux en Boheme l'année 1787, Leipzig chez le noble de Shonfeld.
- 1788 — Icosameron ou histoire d'Edouard, et d'Elisabeth qui passèrent quatre vingts ans chez les Mégramicres habitante aborigènes du Protocosme dans l'interieur de notre globe, traduite de l'anglois par Jacques Casanova de Seingalt Vénitien Docteur ès lois Bibliothécaire de Monsieur le Comte de Waldstein seigneur de Dux Chambellan de S.M.I.R.A., Prague à l'imprimerie de l’école normale.
- 1790 — Solution du probleme deliaque démontrée par Jacques Casanova de Seingalt, Bibliothécaire de Monsieur le Comte de Waldstein, segneur de Dux en Boheme e c., Dresde, De l'imprimerie de C.C. Meinhold.
- 1790 — Corollaire a la duplication de l'Hexaedre donnée a Dux en Boheme, par Jacques Casanova de Seingalt, Dresda.
- 1790 — Demonstration geometrique de la duplicaton du cube. Corollaire second, Dresda.
- 1797 — À Léonard Snetlage, Docteur en droit de l'Université de Gottingue, Jacques Casanova, docteur en droit de l'Université de Padoue.
- 1880-Mémoires de J.Casanova De Singalt écrit par lui-même-Nouvelle édition: Garnier Frères Paris.- 3k [Архівовано 4 вересня 2008 у Wayback Machine.]
- 1960-1961 — Histoire de ma vie, F.A. Brockhaus, Wiesbaden et Plon, Paris. (перше видання оригінального тексту Казанови)

### Часопис про життя й творчість Казанови
- L'intermédiaire des casanovistes — annuale a cura di M. Leeflang (Utrecht), F. Luccichenti (Roma), M.F. Luna (Grenoble), E. Straub (Berlino), A. Trampus (Trieste), T. Vitelli (Salt Lake City), H. Watzlavick (Vernier).